# Светлые Пруды
 Светлые Пруды  — поселок в Нолинском районе Кировской области в составе Кырчанского сельского поселения.

## География
Расположен на расстоянии примерно 13 км по прямой на северо-восток от райцентра города Нолинск.

## История
Известен с 1998 года.

## Население
Постоянное население составляло 41 человек (русские 100%) в 2002 году, 29 в 2010.